# Камагаја
Камагаја (јап. 鎌ケ谷市) град је у Јапану у префектури Чиба. Према попису становништва из 2005. у граду је живело 102.812 становника.

## Становништво
Према подацима са пописа, у граду је 2005. године живело 102.812 становника.
| 1995.  | 2000.   | 2005.   |
| ------ | ------- | ------- |
| 99.694 | 102.573 | 102.812 |